# Pointe de Chémoulin
La pointe de Chémoulin (ou de Chemoulin) est un cap situé au sud de la Bretagne (Loire-Atlantique), près de l'embouchure de la Loire à Saint-Nazaire, lieu-dit de Saint-Marc-sur-Mer.

## Situation géographique
La pointe de Chémoulin est située à l'ouest de Saint-Nazaire, non loin de la limite avec la commune de Pornichet. Elle constitue la première grande pointe avancée sur l'océan Atlantique, à environ 11 km de l'estuaire de la Loire dont la limite transversale avec l'océan est fixée par convention aux abords du Pont de Saint-Nazaire. 

## Topographie
Située à la pointe d'une partie de Saint-Marc-sur-Mer appelée jusqu'au XIXe siècle "l'Ile de Chef-Moulin", Chémoulin est parfois orthographié Chemoulin. Sa forme bretonne est Beg Penvilin, exacte signification de Pointe de Chef-Moulin.

### Utilisation du nom de « CHEMOULIN »
ce nom peut désigner :
- le sémaphore de Chémoulin, entité de la Marine nationale.
- le cargo Chemoulin, du type vapeur caboteur, lancé en 1906.
- le prix de Chémoulin, course hippique.

## Historique
- Le 4 mai 1557, une expédition de la flotte espagnole, composée de douze navires, débarque à Chemoulin. La garde chargée du guet ne peut empêcher le débarquement des Espagnols. Ceux-ci pillent les villages environnants avant d'être repoussés à la mer par trois cents soldats du sénéchal de Guérande[2].
- Le 2 juin 1745, Charles Édouard Louis Jean (1720-1788), dit Bonnie Prince Charlie, embarque secrètement entre Chémoulin et Bonne-Anse sur un bateau de pêche pour déjouer la vigilance des espions anglais, avant d'essayer de lever une armée près du Glen Finnan dans les Highlands écossais.
- Le 21 novembre 1759, le vaisseau de ligne de la Marine royale française le Juste coule au large de la pointe de Chemoulin, après avoir pris part à la bataille des Cardinaux.
- Le 15 juin 1807, la gabare La Marie-Madeleine fut prise par les Anglais près du poste de Chef-Moulin, puis reprise le même jour par des marins français.
- En 1861, le fort et le sémaphore sont construits. Les bâtiments d'origine sont encore visibles malgré les multiples modernisations opérées jusqu'à nos jours.
- En 1887, le phare du Grand-Charpentier est élevé sur les roches au large de la pointe de Chemoulin.
- Le 17 juin 1940, le paquebot britannique Lancastria qui a été requalifié en transport de troupes, est bombardé par l'aviation allemande au large de Chemoulin alors qu'il participe à l'évacuation vers le Royaume-Uni du corps expéditionnaire britannique ayant reflué devant l'avancée ennemie. Ce naufrage détient alors pendant quelques années le triste record de la plus grande catastrophe maritime, ayant fait probablement plus de quatre mille victimes.
- Le 28 mars 1942, les artilleurs de la Kriegsmarine occupant le site découvre la flotte des commandos britanniques de  l’opération Chariot. Une batterie de 75 était installée dans un encuvement encore visible aujourd'hui en contrebas du sémaphore, près du sentier côtier.
- Le 27 avril 1984, la drague Santiago de Bougado s'échoue puis coule entre la pointe de Chemoulin et la pointe de l'Ève.

## Ouvrages militaires
- Le sémaphore de la Marine nationale, construit sur un vieux fort est chargé de la surveillance permanente des approches maritimes, et du contrôle du trafic maritime à l'entrée de l'estuaire. Il fait partie du réseau d'observation de la météorologie nationale, avec le recueil des données climatiques pour Météo-France. Le CROSS Etel dispose ici d'émetteur déportés afin de mener à bien ses missions de coordination d'opérations de sauvetage et d'informations météorologiques.
- Pendant la Seconde Guerre mondiale, le site fut aménagé par les Allemands dans le cadre du Mur de l'Atlantique. Chemoulin portait le numéro Nz 302 et était occupé par la 280ème division d'artillerie de marine allemande (Marine-Artillerie-Abteilung 280).

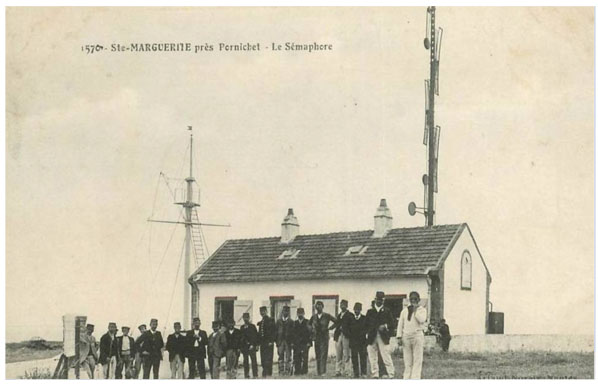
Réunion de plusieurs guetteurs sémaphoriques des environs

## Grottes et criques
Le site de part et d'autre de la pointe est jalonné de grottes dont une caverne profonde de quarante mètres environ. Malgré les difficultés d'accès, les grottes et les criques furent fréquentées par les touristes lorsque la mode balnéaire se développa sur la Côte d'Amour. De nos jours, les petites plages bordant en contrebas le sémaphore à l'ouest sont appréciées des baigneurs pratiquant le naturisme.